# Прошин, Юрий Александрович
Ю́рий Алекса́ндрович Про́шин (8 ноября 1945 — 7 июля 2011) — российский государственный деятель, заместитель министра иностранных дел России (1998—1999), президент Федерации водного поло России (1993—2000).

## Биография
Окончил Каспийское высшее военно-морское училище (1965) и Московский горный институт (сегодня – Горный институт НИТУ «МИСиС») в 1970 г. Кандидат в мастера спорта (вольная борьба, 1961), мастер спорта (лыжные гонки, 1969).
- Был председателем исполкома Городского совета народных депутатов Солнечногорска Московской области, заместителем министра социального обеспечения РСФСР (с 1989).
- До 1991 года — начальник Хозяйственного управления Управления Делами Совета Министров РСФСР.
- В 1991 году — заместитель управляющего Делами Совета Министров РСФСР — начальник Хозяйственного управления Совета Министров РСФСР.
- В 1991—1992 годах — начальник Хозяйственного управления Администрации Президента Российской Федерации.
- В 1992—1998 годах — начальник Главного производственно-коммерческого управления по обслуживанию дипломатического корпуса МИД России.
- В 1995—1999 годах — член коллегии МИД России[1].
- С 25 мая 1998 по 2 августа 1999 года — заместитель министра иностранных дел России[2][3].
- В 1993—2000 годах — президент Федерации водного поло России.

Почётный профессор Европейского университета (1996), действительный член Академии естественных наук (1996).

## Дипломатический ранг
- Чрезвычайный и полномочный посол (2 июня 1993)[4]

## Награды
- Орден Почёта (4 ноября 1995) — За заслуги перед государством и многолетнюю добросовестную работу [5].
- Юбилейная медаль «Двадцать лет Победы в Великой Отечественной войне 1941—1945 гг.»[6].
- Почётная грамота Правительства Российской Федерации (4 ноября 1995) — За заслуги в расширении сферы услуг, предоставляемых дипломатическому корпусу, улучшении качества обслуживания иностранных представительств [7].
- Благодарность Президента Российской Федерации (19 апреля 2001) — За успешную подготовку спортсменов и высокие спортивные достижения на Играх XXVII Олимпиады 2000 года в Сиднее [8].